# Sammy Alex Mutahi
Sammy Alex Mutahi (1º giugno 1989) è un mezzofondista keniota.

## Palmarès
| Anno | Manifestazione  | Sede | Evento       | Risultato | Prestazione | Note |
| ---- | --------------- | ---- | ------------ | --------- | ----------- | ---- |
| 2010 | Mondiali indoor | Doha | 3000 m piani | Bronzo    | 7'39"90     |      |

## Campionati nazionali
2009
- Bronzo ai campionati kenioti, 5000 m piani - 13'48"7

2010
- Argento ai campionati kenioti, 5000 m piani - 13'41"8

2012
- 4º ai campionati kenioti, 5000 m piani - 13'40"5

## Altre competizioni internazionali
2007
- Bronzo alla Carrera Pedestre Popular de San Martino ( Ourense) - 30'20"

2009
- Bronzo alla World Athletics Final ( Salonicco), 3000 m piani - 8'04"64
- Bronzo all'Herculis ( Monaco), 3000 m - 7'33"02